# Titularbistum Tamata
Tamata ist ein Titularbistum der römisch-katholischen Kirche. 
Es geht zurück auf einen antiken Bischofssitz in der gleichnamigen Stadt, die sich in der römischen Provinz Byzacena bzw. Africa proconsularis in der Sahelregion von Tunesien befand.
| Titularbischöfe von Tamata |                                 |                                                 |                   |                   |
| Nr.                        | Name                            | Amt                                             | von               | bis               |
| 1                          | Franciszek Musiel               | Weihbischof in Częstochowa (Polen)              | 12. November 1965 | 2. Dezember 1992  |
| 2                          | Paul Marchand SMM               | Weihbischof in Ottawa (Kanada)                  | 31. Mai 1993      | 8. März 1999      |
| 3                          | Mile Bogović                    | Weihbischof in Rijeka-Senj (Kroatien)           | 4. Juni 1999      | 25. Mai 2000      |
| 4                          | Antonino Eugénio Fernandes Dias | Weihbischof in Braga (Portugal)                 | 10. November 2000 | 8. September 2008 |
| 5                          | Lee Anthony Piché               | Weihbischof in Saint Paul and Minneapolis (USA) | 27. Mai 2009      |                   |